# خانه لاجوردی کاشان

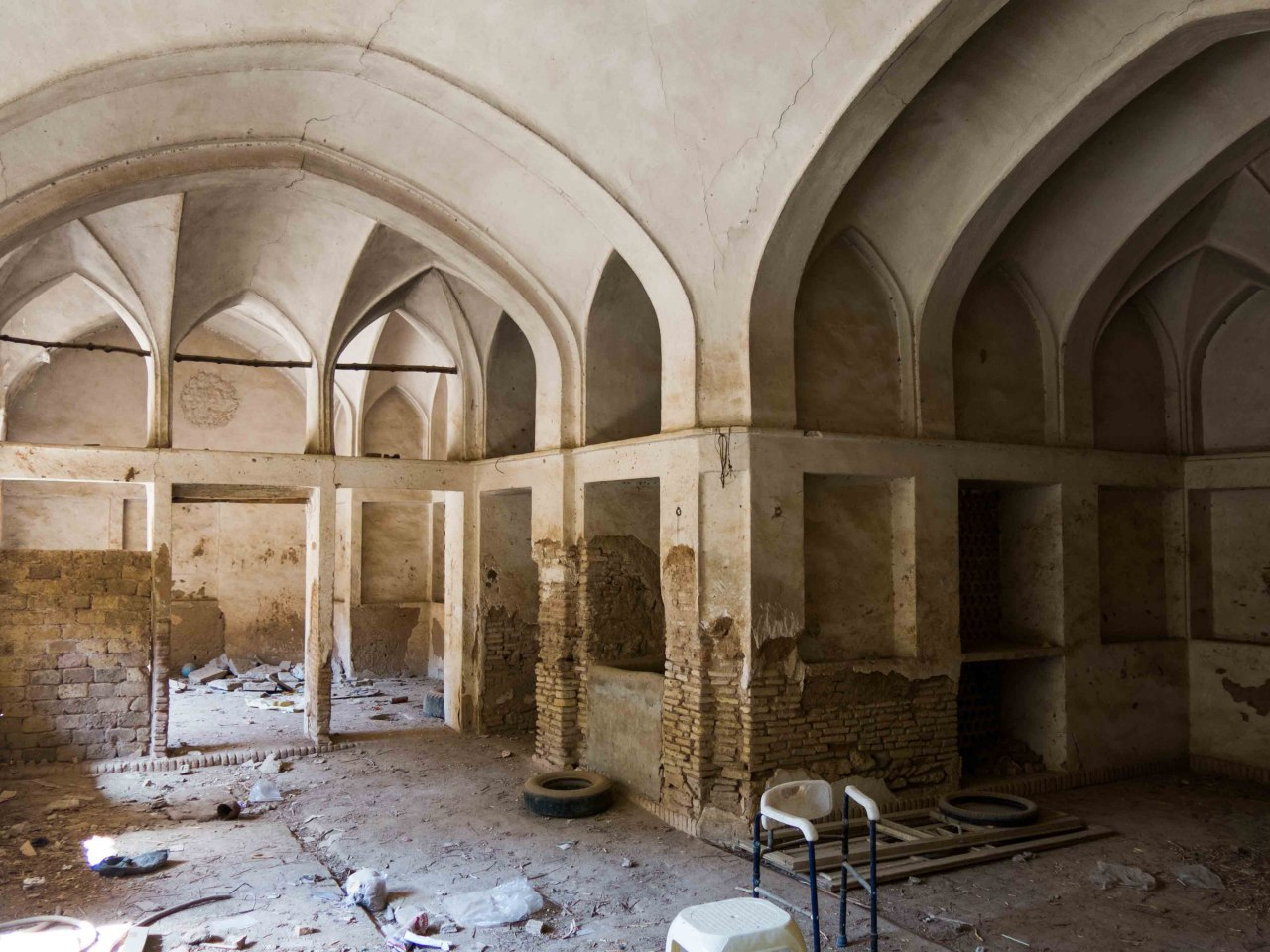

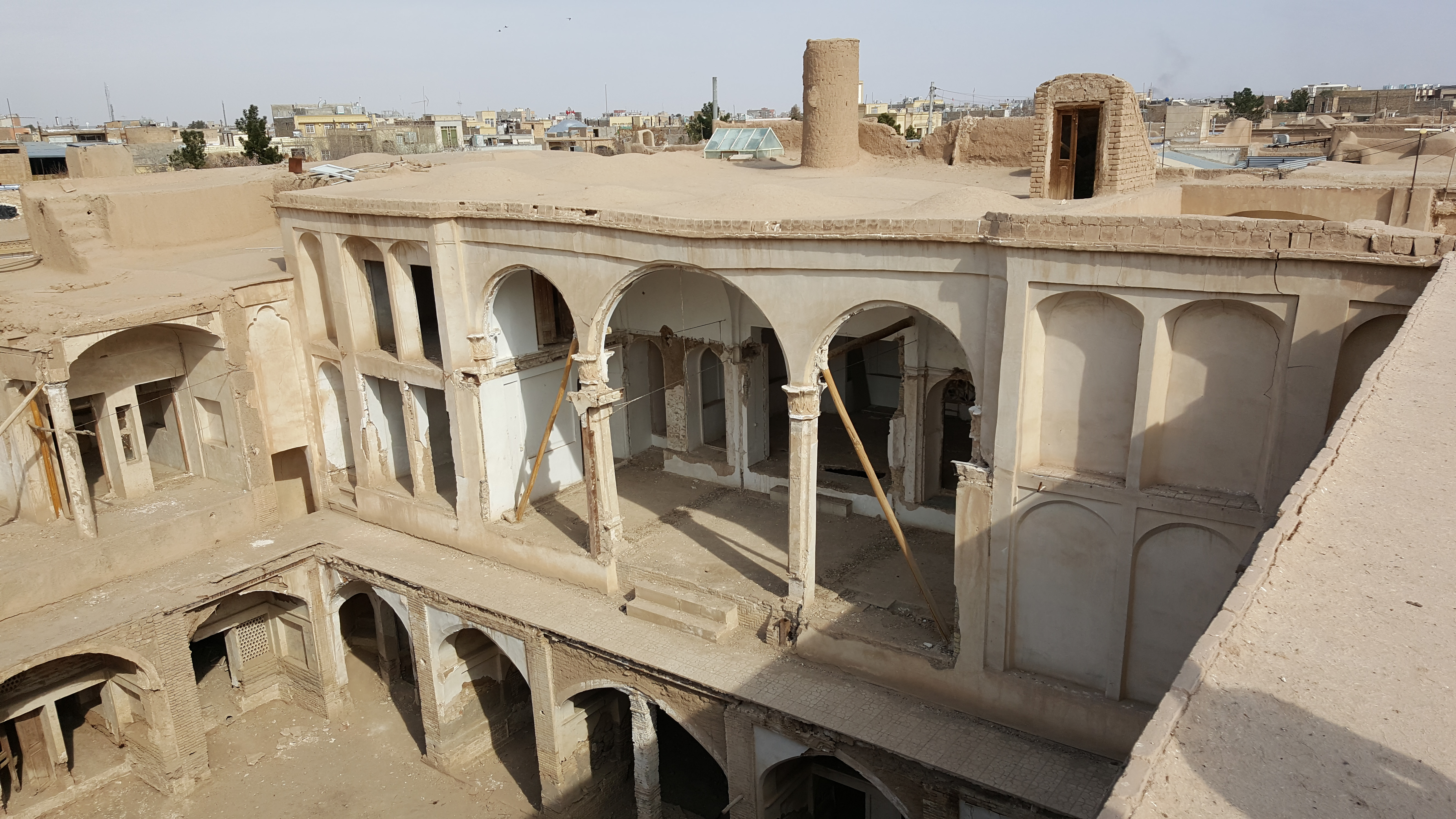

خانه لاجوردی کاشان در استان اصفهان، شهر کاشان، خیابان فاضل نراقی، محله سوریجان، چاله عدسی، پلاک ۸۱ واقع شده‌است که به شماره ۳۱۶۰۹ مورخ ۱۳۹۵/۹/۲۲ در فهرست آثار ملی ایران به ثبت رسیده‌است.
این خانه که در بافت قدیمی شهر و با فاصله کمی از خانه‌های غفاری، بلال زاده و … واقع شده‌است، با سبک معماری گودال باغچه و یک حیاط مرکزی، دارای سه مجموعه فضایی در سه جبهه حیاط بوده‌است که جبهه غربی آن در سالهای اخیر تخریب گردیده‌است.
مجموعه مهم و اصلی خانه در جبهه‌های شرقی و شمالی حیاط به صورت دو طبقه در گودال باغچه بنا شده‌است و شارمی نیز در طبقه بالا، جداکننده دو طبقه بالا و پایین، حیاط را دور می‌زند و به این ترتیب نقش ارتباطی بین بخش‌های مختلف خانه را ایفا می‌کند.
مجموعه شرقی حیاط که فضاهای آن مهم‌تر از بقیه جبهه‌های آن است دارای تالار پنج دری بزرگی است که در میانه جبهه بر روی صفه‌ای آجری قرار گرفته‌است و در زیر این جبهه در طبقه پایین، حوضخانه‌ای است که دو طرف آن را فضاهای جانبی متقارن دربرگرفته است.

## نگارخانه

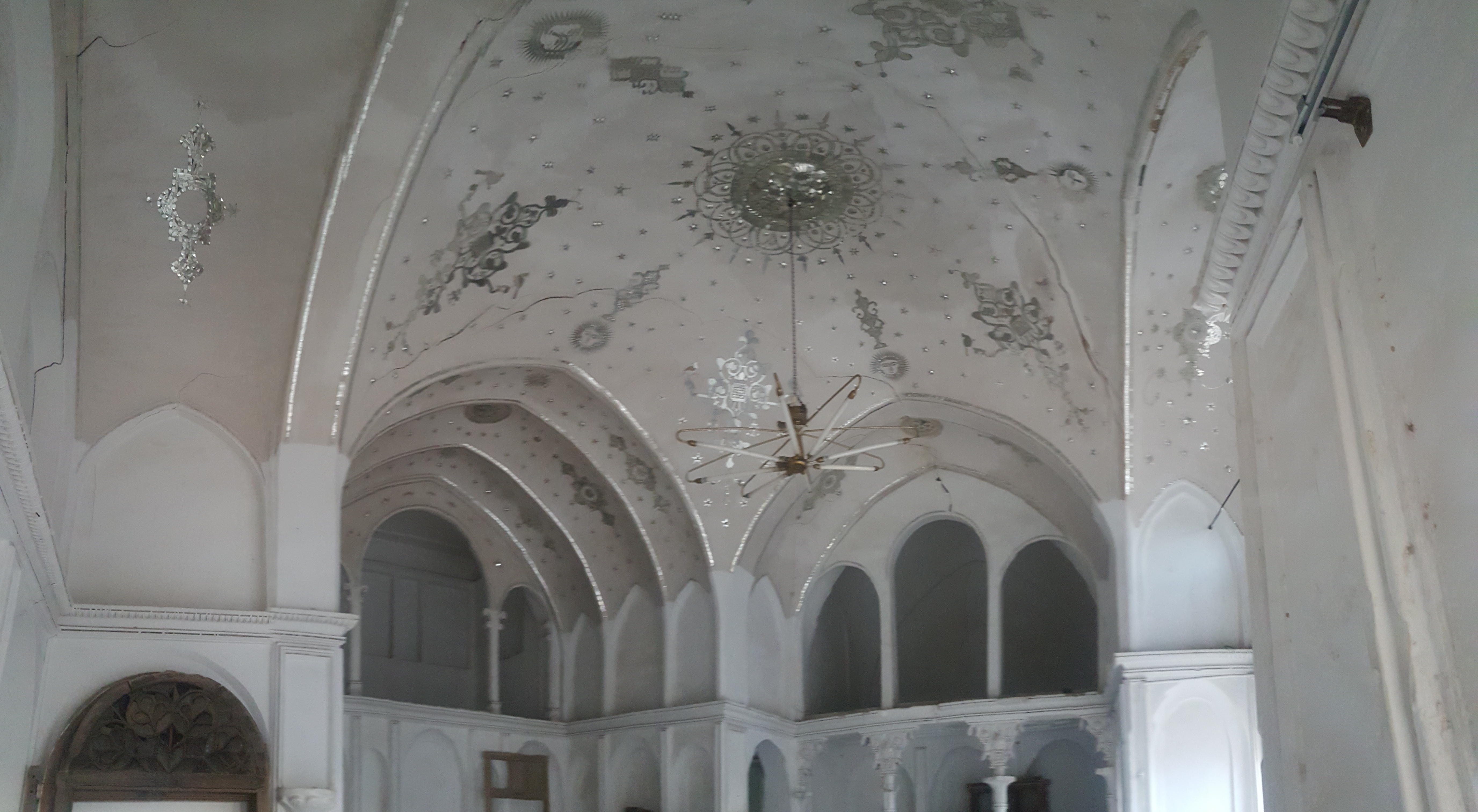